# Bandeira presidencial do Brasil
A bandeira presidencial do Brasil (ou pavilhão presidencial) é uma bandeira-insígnia, oficial do presidente da República Federativa do Brasil.

## História
De acordo com Berg (2022), a bandeira presidencial, na verdade, já era de uso prático desde 1891, ainda no governo de Deodoro da Fonseca e vem da tradição das bandeiras insígnias dos imperadores Pedro I e Pedro II, mas que só foi oficializada em 1907, através do Decreto nº 6 310, assinado pelo presidente Afonso Pena, sendo modificado posteriormente em 1947, por meio do decreto nº 23 599, de 2 de setembro de 1947, assinado por Eurico Gaspar Dutra, quando o brasão de armas foi movido ao centro do retângulo verde, tomando a forma atualmente utilizada.
Clóvis Ribeiro em Brazões e bandeiras do Brasil, obra de 1933, detalha que houve mais outros projetos para a bandeira presidencial.

### Versões Anteriores da Bandeira
| Bandeira | Data       | Uso                                                                  | Descrição |
| -------- | ---------- | -------------------------------------------------------------------- | --- |
|          | 1907–1947  | Bandeira Presidencial dos Estados Unidos do Brasil (1907-1947)       | Oficialização da bandeira e primeira Versão com um documento jurídico instituidor, no entanto, já vinha sendo utilizada desde 1891. |
|          | 1947–1968  | Estandarte Presidencial dos Estados Unidos do Brasil (1947-1968)     | Brasão de Armas movido para o centro da Bandeira                                                                                    |
|          | 1968–1971  | Bandeira Presidencial da República Federativa do Brasil (1968-1971)  | estrelas dentro da esfera aumentaram e o país foi renomeado para República Federativa                                               |
|          | 1971–1992  | Bandeira Presidencial da República Federativa do Brasil (1971-1992)  | estrelas da esfera aumentaram novamente                                                                                             |
|          | 1992–Atual | Bandeira Presidencial da República Federativa do Brasil (1992-Atual) | Retângulo verde escuro (proporção 2:3) com o brasão nacional em seu centro.                                                         |

## Descrição

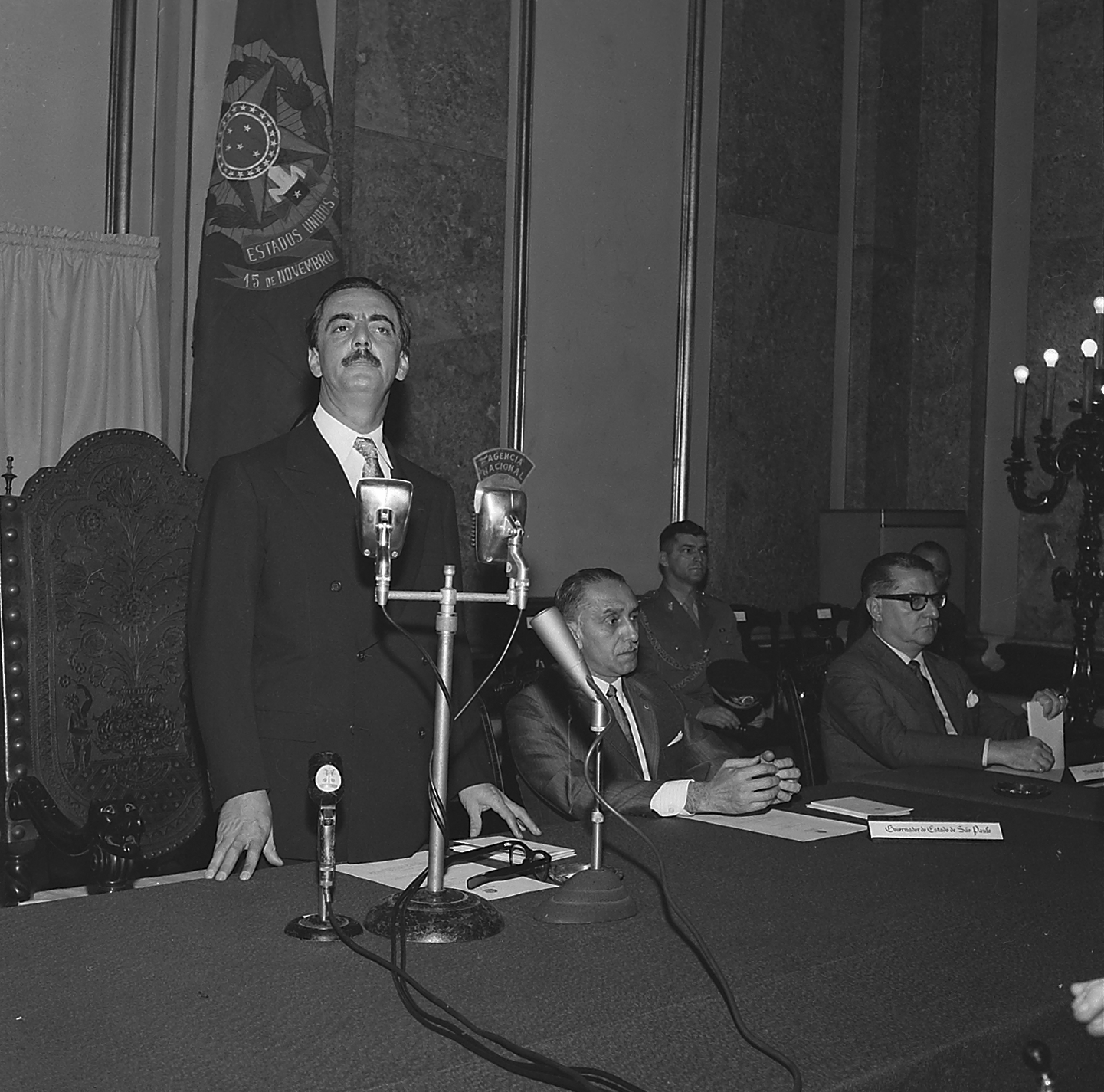
A bandeira presidencial em imagem de 1961 com o presidente Jânio Quadros.

Seu desenho consiste em um retângulo de proporção largura-comprimento de 2:3 com um fundo verde (o mesmo verde da bandeira nacional, segundo o cerimonial da Marinha). No centro está o brasão de armas do Brasil, sendo que a altura do brasão equivale a aproximadamente três quartos da largura total da bandeira.

## Simbolismo
Seu desenho é bastante semelhante à bandeira pessoal de D. Pedro II de Portugal (1667 a 1706) e à bandeira presidencial portuguesa. A partir deste desenho a inclusão do retângulo verde, que voltaria a surgir na Bandeira Imperial e foi conservado na Bandeira atual, adotada pela República e pela bandeira presidencial.

## Usos
Segundo o decreto n.º 70 274, de 9 de março de 1972, assinado pelo presidente Emilio Medici, que aprova as normas do cerimonial público e ordem geral de precedência, até o final de 2010, o pavilhão presidencial deveria ser hasteado nos ministérios e nas demais repartições federais, estaduais e municipais, junto com a bandeira nacional, quando o chefe de estado estiver presente. Além disso, deveria ser hasteado nos locais onde estiver residindo o Chefe de Estado. Conforme a nova redação desse decreto, alterado pelo decreto nº 7 419, de 31 de dezembro de 2010, o hasteamento do pavilhão presidencial passa a ser feito:
1. na sede do Governo e no local em que o Presidente da República residir, quando ele estiver no Distrito Federal; e
2. nos órgãos, autarquias e fundações federais, estaduais e municipais, sempre que o Presidente da República a eles comparecer.